# 刘杰 (医学家)
刘杰，复旦大学附属华山医院消化科主任、教授，主要从事临床疑难病例研究及消化肿瘤等方面的研究。入选中华人民共和国教育部第七批"长江学者"特聘教授，曾获得中国国家“杰出青年基金”。